# Санџак (Доњи Вакуф)
Санџак је насељено мјесто у Босни и Херцеговини у општини Доњи Вакуф које административно припада Федерацији Босне и Херцеговине. Према попису становништва из 1991. у насељу је живјело 233 становника.

## Географија
По последњем службеном попису становништва из 1991. године, у насељу Санџак живело је 717 84 становника. Сви становници су били Муслимани 